# Кафявоглава юхина
Кафявоглавата юхина (Yuhina brunneiceps) е вид птица от семейство Коприварчеви (Sylviidae).

## Разпространение
Видът е разпространен в Китай.